# Let It Loose
Let It Loose è il decimo album in studio del gruppo musicale dance pop statunitense Miami Sound Machine, accreditato a Gloria Estefan & Miami Sound Machine, pubblicato nel 1987.
In Europa, Sudafrica, Australia e Nuova Zelanda è uscito col titolo Anything for You nel periodo 1988-1989.

## Tracce
1. Betcha Say That – 4:36
2. Let It Loose – 2:49
3. Can't Stay Away from You – 3:56
4. Give It Up – 2:58
5. Surrender – 3:59
6. Rhythm Is Gonna Get You – 3:55
7. Love Toy – 4:30
8. I Want You So Bad – 4:17
9. 1-2-3 – 3:28
10. Anything for You – 3:41